# Una giornata
Una giornata è una novella di Luigi Pirandello del 1935, che dà il titolo alla quindicesima raccolta pubblicata postuma nel 1937 ed è l'ultima delle Novelle per un anno.

## Trama
Il protagonista, dietro cui si nasconde l'autore stesso, è un uomo senza nome che arriva ad anticipare in sogno la propria morte, vedendosi violentemente strappato dalla vita, raffigurata in un treno in corsa nella notte. Ma è proprio grazie all'espulsione da questo treno che egli può vivere un'esperienza straordinaria e surreale, destinata a cambiare in lui la percezione delle cose. Così nello spazio contratto di una sola giornata, costui rivede tutta la sua parabola terrena scorrergli velocemente davanti, in un susseguirsi di immagini confuse.
In una visione tra l'onirico e la delirante allucinazione, l'uomo si ritrova in un luogo privo di spessore, fuori dal tempo e dallo spazio, di cui nel buio non riesce a discernere il nome. Nessuno sembra curarsi di lui e, infatti, il treno continua inesorabile la sua corsa notturna, così come il lanternino cieco del capostazione si allontana indifferente scomparendo nel buio. Sempre più smarrito e confuso il protagonista, pur senza sapere da dove fosse partito e a quale meta fosse diretto, con terrore si addentra all'alba nell'ignota città, dove tutti, invece, vanno tranquilli e sicuri per la loro strada. Alcuni passanti, che egli non ha mai visto prima, mostrano al contrario di riconoscerlo, salutandolo con riguardo.
Ormai penosamente consapevole della sua diversità, nel tentativo di far chiarezza, si cerca nelle tasche, trovandovi una vecchia bustina di cuoio contenente la fotografia di una bellissima ragazza e una banconota logora fuori corso. Recatosi in una trattoria, viene esortato dall'oste ad andare in banca per cambiare la preziosa banconota con altre correnti di piccolo taglio. In tal modo egli si ritrova improvvisamente ricco e viene condotto dall'autista di una grande macchina in una splendida casa, dove ad attenderlo c'è la giovane donna della fotografia.
La giornata si è ormai conclusa e all'alba del giorno successivo il protagonista si ritrova già vecchio e solo nella fredda dimora, che continua a sentire come estranea. Mentre prende atto dell'assoluta brevità della vita, per lui trascorsa nel soffio di un attimo, sopraggiungono frattanto i suoi figli e nipoti, anche loro vittime di un rapido invecchiamento, a riprova di quanto sia labile ed effimera l'esistenza. Nel rivivere l'intera sua vita, con tutte le incertezze, le illusioni, i successi e le delusioni che l'hanno caratterizzata, l'autore giunge così infine a denunciare l'inesorabile scorrere del tempo che trasforma e sfigura ogni cosa, rendendola irriconoscibile.

## Edizioni
- «Corriere della Sera», 24 settembre 1935
- Una giornata, Mondadori, Milano 1937[2]

## Caratteristiche letterarie
L'autore agrigentino scrisse questa novella durante l'ultima stagione della sua vita, mentre andava allontanandosi sempre più dalla realtà quotidiana per avvicinarsi alle astratte simbologie surrealiste, di cui tale testo fornisce una prova esemplare. 

## Edizioni
- Luigi Pirandello, Novelle per un anno, Prefazione di Corrado Alvaro, Mondadori 1956-1987, 2 volumi. 0001690-7
- Luigi Pirandello, Novelle per un anno, a cura di Mario Costanzo, Prefazione di Giovanni Macchia, I Meridiani, 2 volumi, Arnoldo Mondadori, Milano 1987 EAN: 9788804211921
- Luigi Pirandello, Tutte le novelle, a cura di Lucio Lugnani, Classici Moderni BUR, Milano 2007, 3 volumi.
- Luigi Pirandello, Novelle per un anno, a cura di S. Campailla, Newton Compton, Grandi tascabili economici.I mammut, Roma 2011 Isbn 9788854136601
- Luigi Pirandello, Novelle per un anno, a cura di Pietro Gibellini, Giunti, Firenze 1994, voll. 3.